# 大山暁史
大山 暁史（おおやま さとし、1988年10月6日 - ）は、大分県別府市出身の元プロ野球選手（投手）。左投左打。

## 経歴

### プロ入り前
亀川ウィングス、別府市立北部中学校ではエースとして活躍。3年時中体連では明豊中学校に破れる。ノールックの牽制を得意としていた。RKBアナウンサーの佐藤巧は後輩にあたる。
別府青山高等学校(現在：別府翔青高等学校）では、2年夏に控え投手として、第87回全国高等学校野球選手権全国大会に出場した。同校が阪神甲子園球場の全国大会へ出場するのは、春夏を通じても初めてだったが、加藤政義を擁する東北高校の前に初戦敗退。大山自身も救援で登板したが、3回4失点という成績で甲子園を去った。
亜細亜大学への進学後は、1年次の東都大学野球リーグ戦から救援で登板。東浜巨が2学年下で入学してからは、東浜の控えとなり、リーグ戦では通算21試合の登板で1勝5敗にとどまった。
大学卒業後の2011年、セガサミーへ入社。1年目から主戦投手として活躍すると、第1回JABA関東選手権最優秀選手賞を受賞した。2年目となる2012年には東日本大震災復興支援ベースボールマッチに社会人選抜メンバーとして出場した。さらに読売ジャイアンツ（巨人）とのプロ・アマ交流戦で先発し、5回を無失点という内容で好投。2012年のドラフト会議の上位指名候補に挙げられたが、チームメイトの赤堀大智と宮﨑敏郎が横浜DeNAベイスターズからの指名を受けて入団したのに対して、自身はどの球団からも指名されず、一時は大きくモチベーションを落としたものの、翌年には浦野博司と競い合いながら成長。2013年のNPBドラフト会議でオリックス・バファローズから8巡目で指名され、契約金2,000万円、年俸700万円（金額は推定）という条件で入団した。担当スカウトは牧田勝吾で、入団当初の背番号は40。

### オリックス時代
2014年には、オープン戦から左の中継ぎ要員として起用されると、新人選手から東明大貴と共に開幕一軍へ名を連ねた。3月30日の対北海道日本ハムファイターズ戦（札幌ドーム）で公式戦デビューを果たしたが、一軍公式戦ではこの試合の登板だけでシーズンを終了。ウエスタン・リーグ公式戦には39試合へ登板した。
2015年には、学生時代から自信のあったストレートを前年の公式戦で相手打者から簡単に弾き返されたことを踏まえて、投球フォームを従来のスリークォーターからサイドスローへ変更。ウエスタン・リーグ公式戦には49試合へ登板したが、一軍公式戦での登板機会がなく、シーズン終了後に背番号を69へ変更した。
2016年には、公式戦の開幕を再び一軍で迎えると、3月26日の対埼玉西武ライオンズ戦（西武プリンスドーム）で一軍公式戦へ2年ぶりに登板した。チームが6対22のスコアで大敗した5月24日の対福岡ソフトバンクホークス戦（福岡ヤフオク!ドーム）では、8点ビハインドの4回裏から3番手投手として登板したが、わずか2死を取っただけで7点を失って降板。記録上の自責点が1にもかかわらず、1被安打・5与四球という乱調で、チームはこの回に8点を追加された。3試合の登板にとどまり、シーズン終了後には投球フォームをスリークォーターへ戻した。
2017年には、公式戦の開幕を二軍で迎えた。5月6日にシーズン最初の出場選手登録を果たしてからは、一軍公式戦で主に左のワンポイントリリーフとして登板。8月5日の対日本ハム戦（札幌ドーム）では、1点ビハインドの6回裏1死2・3塁の場面で登板すると、中島卓也を2球で捕ゴロ挟殺、西川遥輝を4球で自身へのゴロに打ち取って無失点で切り抜けて降板した。直後の7回表に味方打線が3得点で逆転。そのまま勝利したため、2人の左打者へ6球を投げただけで、一軍公式戦初勝利を挙げた。シーズン全体では、一軍と二軍を2度にわたって往復しつつも、一軍公式戦で自己最多の32試合に登板。白星はこの1勝にとどまったが、6ホールド、防御率3.46を記録した。また、通算投球イニングが26回ながら、左打者を中心に通算で30個の三振を奪い、奪三振率は10.38に達した。
2018年には、一軍公式戦6試合に登板しただけで、10月29日に球団から戦力外通告を受けた。通告当初NPB他球団への現役続行を希望し、12球団合同トライアウト（11月12日にタマホームスタジアム筑後で開催）への参加をNPBに申し込み、牧田が他の11球団中9球団に大山の獲得を打診した。しかし、年齢の高さ（当時30歳）がネックとなり、どの球団も契約に消極的だったため、トライアウトへの参加を取り止め、現役引退を決断した。決断のきっかけは、球団から戦力外通告の際に球団職員への転身を打診されていたことを背景に、「自分をプロの世界に入れてくれた牧田さんに、選手として恩返しできていないので、今後は他の選手のために投げよう」との思いに至ったことによるという。

### 現役引退後
2019年1月1日付でオリックスの球団本部に配属。同年シーズンからは、「アシスタントスタッフ」という肩書で、打撃投手としてチームに帯同する。同年限りで退団。
退団後は東京都内の焼肉店に勤務していた。
2022年3月9日より故郷の別府市に戻り、同市で活動するBEZELスポーツアカデミー野球部（大分プロ育成野球専門学院BEZEL）のコーチに就任。オリックス退団後は2年間競技から離れていたが、選手も兼任する。
2023年11月一般社団法人JAPAN BASEBALL SPIRITS-Auroraを設立。代表理事就任。ピッチングスクールYA-MAN開校。
2024年4月中学軟式野球クラブチームアウローラ大分YAMATOB.B.C発足。
2024年7月硬式野球教室開校、同8月小学生野球教室開校。

## 選手としての特徴
スリークォーターからの最速149km/hの直球が武器。投球のテンポの良さも持ち味である。変化球はスライダー・ツーシームを有する。

## 詳細情報

### 年度別投手成績
| 年 度    | 球 団      | 登 板 | 先 発 | 完 投 | 完 封 | 無 四 球 | 勝 利 | 敗 戦 | セ 丨 ブ | ホ 丨 ル ド | 勝 率 | 打 者 | 投 球 回 | 被 安 打 | 被 本 塁 打 | 与 四 球 | 敬 遠 | 与 死 球 | 奪 三 振 | 暴 投 | ボ 丨 ク | 失 点 | 自 責 点 | 防 御 率 | W H I P |
| -------- | ---------- | ----- | ----- | ----- | ----- | -------- | ----- | ----- | -------- | ----------- | ----- | ----- | -------- | -------- | ----------- | -------- | ----- | -------- | -------- | ----- | -------- | ----- | -------- | -------- | ------- |
| 2014     | オリックス | 1     | 0     | 0     | 0     | 0        | 0     | 0     | 0        | 0           | ----  | 2     | 0.2      | 0        | 0           | 0        | 0     | 0        | 0        | 0     | 0        | 0     | 0        | 0.00     | 0.00    |
| 2016     | オリックス | 3     | 0     | 0     | 0     | 0        | 0     | 0     | 0        | 0           | ----  | 27    | 4.1      | 6        | 0           | 5        | 0     | 2        | 2        | 0     | 0        | 8     | 1        | 2.08     | 2.54    |
| 2017     | オリックス | 32    | 0     | 0     | 0     | 0        | 1     | 0     | 0        | 6           | 1.000 | 110   | 26.0     | 21       | 0           | 11       | 0     | 1        | 30       | 0     | 0        | 12    | 10       | 3.46     | 1.23    |
| 2018     | オリックス | 6     | 0     | 0     | 0     | 0        | 0     | 0     | 0        | 0           | ----  | 24    | 5.1      | 8        | 0           | 1        | 0     | 0        | 4        | 0     | 0        | 3     | 3        | 5.06     | 1.69    |
| NPB：4年 | NPB：4年   | 42    | 0     | 0     | 0     | 0        | 1     | 0     | 0        | 6           | 1.000 | 163   | 36.1     | 35       | 0           | 17       | 0     | 3        | 36       | 0     | 0        | 23    | 14       | 3.47     | 1.43    |

- 各年度の太字はリーグ最高

### 記録
- 初登板：2014年3月30日、対北海道日本ハムファイターズ3回戦（札幌ドーム）、8回裏に6番手で救援登板、2/3回無失点
- 初奪三振：2016年3月26日、対埼玉西武ライオンズ2回戦（西武プリンスドーム）、8回裏に栗山巧から見逃し三振
- 初ホールド：2017年5月18日、対福岡ソフトバンクホークス11回戦（ほっともっとフィールド神戸）、6回裏に2番手で救援登板、1/3回無失点
- 初勝利：2017年8月5日、対北海道日本ハムファイターズ15回戦（札幌ドーム）、6回裏に3番手で救援登板、2/3回無失点

### 背番号
- 40 （2014年 - 2015年）
- 69 （2016年 - 2018年）
- 105 （2019年）